# Лелинци
Лелинци е село в Западна България. То се намира в община Кюстендил, област Кюстендил.

## География
Село Лелинци се намира югоизточно от гр.Кюстендил, по ниските склонове на източния дял на планината Осогово.
Съставено е от център и махалата Лелинска чука.
Климат: умерен, преходно-континентален.
През годините селото принадлежи към следните административно-териториални единици: Община Берсин (1949 – 1955), община Граница (1955 – 1978) и Община Кюстендил (от 1978 г.). 

## Население
| Година    | 1866 | 1880 | 1900 | 1920 | 1926 | 1934 | 1946 | 1956 | 1965 | 1975 | 1984 | 2010 |
| Население | 76   | 123  | 203  | 205  | 333  | 358  | 386  | 261  | 217  | 130  | 93   | 46   |

## История
Няма запазени писмени данни за времето на възникване на селото. Останките от късноантично селище и некропол, както и развалините на стари църкви в землището на селото свидетелстват, че района е населяван от дълбока древност.
В турски данъчни регистри от 1570 г. е посочено като Лелинци. През 1866 т.са регистрирани 12 домакинства със 76 жители.
В края на XIX век Лелинци има 7429 дка землище, от които 5600 дка гори, 1410 дка ниви, 93 дка естествени ливади, 173 дка лозя, 55 дка мера и др. и се отглеждат 359 овце, 279 кози, 115 говеда и 37 коня. Основен поминък на селяните са земеделието и животновъдството. Развити са домашните занаяти.
През 1907 г. е открито училище, през 1938 г. е основано читалище „Васил Левски“, а през 1939 г. е построена църквата „Свети Никола“.
След 9 септември 1944 г. е учредена всестранна кооперация „Свети Трифон“, а през 1956 г. се създава ТКЗС „Единство“, което от 1979 г. е в състава на АПК „Осогово“ – гр. Кюстендил.
Селото е електрифицирано (1948) и водоснабдено (1957). Построен е кооперативен дом.
Активни миграционни процеси.

## Религии
Село Лелинци принадлежи в църковно-административно отношение към Софийска епархия, архиерейско наместничество Кюстендил. Населението изповядва източното православие.

## Исторически, културни и природни забележителности
- Църква „Свети Никола“ (1939).
- Архитектурен паметник – възпоменателна чешма на загиналите във войните през 1912 – 1913 г. и 1915 – 1918 г.